# Goldsboro (Carolina del Nord)
Goldsboro è una città degli Stati Uniti d'America, situata nella Contea di Wayne nello Stato della Carolina del Nord. La popolazione era di 36.437 al censimento del 2010.. È inclusa nell'Area Statistica Metropolitana di Goldsboro Carolina del Nord, ed è la città principale. La città vicina di Waynesboro fu fondata nel 1787 e Goldsboro fu incorporata nel 1847. È la sede della contea di Wayne. La città è situata nella pianura costiera della Carolina del Nord e confina a sud con il fiume Neuse e ad ovest col Little River, circa 70 km a sud ovest di Greenville (Carolina del Nord) e 88 km a sud est di Raleigh (Carolina del Nord), la capitale dello Stato, e 140 km a nord ovest di Wilmington (Carolina del Nord) nel sud est della Carolina del Nord. Goldsbro è principalmente nota come sede della base dell'aeronautica militare Seymour Johnson.

## Geografia fisica

### Territorio
Secondo lo United States Census Bureau, la città copre un'area totale di 64 km². La terra occupa 64 km² e gli specchi d'acqua 0,10 km².

### Clima
La posizione di Goldsboro nella Pianura Costiera dell'Atlantico le conferisce un clima subtropicale umido, con estati caldo-umide ed inverni freddi. Il mese più caldo è luglio, con una temperatura media massima di 33 °C, ed una media minima di 22 °C. Il mese più freddo è gennaio, con una media massima di 12 °C, ed una medio minima di 1 °C. La piovosità totale annua è di 49,84 centimetri, cade in maniera relativamente uniforme con una leggera stagione delle piogge a fine estate / inizio autunno. Qualche moderata nevicata può verificarsi in inverno, ma sporadicamente e può variare da solo una spolverata a un massimo, in alcuni anni, di 30 centimetri.

## Storia
Attorno al 1787, quando la Contea di Wayne è stata formata, un paese chiamato Waynesborough crebbe attorno al palazzo di giustizia della contea. Situato nella sponda orientale del fiume Neuse, la città diventò Capoluogo di contea. La crescita della popolazione in Waynesborough proseguì fino al 1830. Tuttavia, le cose cambiarono una volta che la ferrovia Wilmington e Weldon fu completata agli inizi del 1840. Da allora, fu costruito un hotel nell'intersezione della ferrovia con la strada di New Bern, dal quale crebbe una comunità, che beneficiava del trasporto di passeggeri.
Molti cittadini si trasferirono presto da Waynesborought a questo crescente villaggio, chiamato "Goldsborought's Junction" dopo che il maggiore Matthew T. e un assistente capo ingegnere arrivarono con la linea ferroviaria. Alla fine questo nome fu abbreviato semplicemente in Goldsborough. Nel 1847, la città fu incorporata e divenne il nuovo Capoluogo di Contea grazie alla votazione dei cittadini della Contea di Wayne. Una leggenda locale dice che i sostenitori di Goldsborough misero del moonshine nel pozzo della città per incoraggiare la gente a votare per Goldsborough.
Nei decenni seguenti, la crescita di Goldsborough continuò grazie al nuovo collegamento ferroviario a Charlotte e Beaufort. Nel 1861, la popolazione stimata della città era di 1,500 abitanti.
Data la sua importanza come raccordo ferroviario, Goldsborough ricoprì un importante ruolo nella Guerra Civile sia per lo stazionamento delle truppe della confederazione sia per il trasporto degli approvvigionamenti. La città fornì anche strutture ospedaliere per i soldati feriti nelle vicine battaglie.
Nel dicembre del 1862, iniziò la battaglia del ponte Goldsborough, nella quale entrambe le parti combatterono per il possesso del ponte della linea ferroviaria di Wilmington e Weldon, importante dal punto di vista strategico. Il Generale dell'Unione John Foster arrivò con le sue truppe il 17 dicembre, puntando a distruggere questo ponte per porre fine al vitale approvvigionamento dal porto di Wilmington. L'operazione gli riuscì il giorno stesso, le sue truppe sconfissero i pochi soldati che difendevano la Confederazione bruciando e mettendo fuori uso il ponte. Sulla via del ritorno a New Bern gli uomini di Foster furono di nuovo attaccati dalle truppe dei Confederati, ma scamparono all'attacco con meno vittime del nemico. L'importante ponte a Goldsborougt fu ricostruito nel giro di alcune settimane.
Una volta Goldsborough è stata la scena di un'offensiva dell'Unione nel 1865, durante la Campagna delle Caroline del Generale Sherman. Dopo le battaglie di Bentonville e Wyse Fork, le forze di Sherman combatterono con le file di Schofield, le loro truppe presero la città nel mese di marzo. Nel corso delle seguenti tre settimane, Goldsborough fu occupata da oltre 100.000 soldati dell'Unione. Dopo che la guerra finì, alcuni soldati di queste truppe continuarono a stare in città.
Nel 1869, il nome della città fu ufficialmente modificato in Goldsboro.

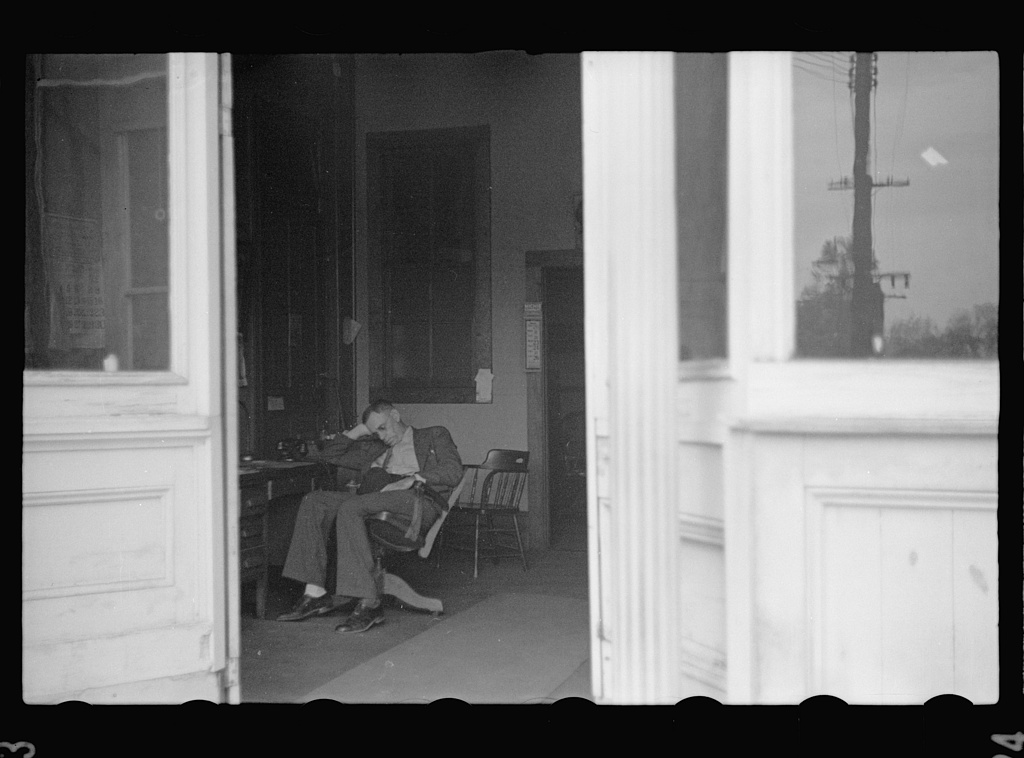
Ufficio legale, Goldsboro, aprile 1938

L'attuale base aerea Seymour Johnson è stata aperta nella periferia di Goldsboro nell'Aprile del 1942 come una United States Army Air Forces col nome di Seymour Johnson Field. Da questo punto in poi, la popolazione e le aziende della città sono aumentate molto per la presenza della base aerea. Il nome della base è stato cambiato in Seymour Johnson AFB nel 1947 dopo che la United States Air Force è diventata un'istituzione indipendente.

### Incidente nucleare
Nel 1961, due bombe all'idrogeno da 3,8 megatoni caddero accidentalmente sul villaggio di Faro, a 19 km a nord di Goldsboro dopo che un aereo B-52 durante una missione dell'operazione Chrome Dome, si spezzò a mezz'aria. I due ordigni Mark 39 furono sganciati dopo che l'equipaggio abbandonò il bombardiere B-52 che aveva subito un cedimento strutturale in volo. Entrambe le bombe procedettero attraverso vari stadi della sequenza d'innesco, senza che però si arrivasse alla detonazione.. Una bomba fu recuperata. Anche se molto della seconda bomba era stato recuperato, un pezzo mancante contenente uranio si credeva affondato nel terreno paludoso e non poteva essere recuperato. Il pezzo rimane nella terra che l'Air Force aveva infine comprato al fine di evitare alcun uso della terra o scavo della stessa.. Nel 2013, è stato rivelato che su una bomba fallirono tre delle quattro procedure di sicurezza e che fu solo un commutatore a basso voltaggio a evitare la detonazione.

## Luoghi d'interesse
Le coste del Neuse State Park, che fanno parte di un parco statale situato vicino alla città. Si estende su 3,04 km² lungo le rive meridionali del fiume Neuse. Ha un'area balneare, diversi percorsi escursionistici, zone di pesca, un museo naturale e zone ristoro. Le scogliere salgono di 27 metri al di sopra del fiume Neuse.
Il Waynesborough Historical Village, che è un "villaggio" ricostruito situato vicino al luogo originario della città di Waynesborough. È la sede degli edifici storici del Wayne County attraverso vari periodi di tempo. Questi edifici comprendono una casa di famiglia, un ambulatorio medico, un'aula di scuola, un ufficio legale, e una chiesa Quacchera.
L'Herman Park, che comprende un centro ricreativo, trenini, campi da tennis, un riparo per picnic, una casetta di inizio secolo, un gazebo, uno stagno di pesci rossi, una fontana, e un parco giochi per bambini.
Il Goldsboro Municipal Golf Course, che è stato costruito nel 1941 e ristrutturato nel 1999.
L'edificio neoromanico della sinagoga Oheb Shalom, che è uno delle poche centinaia di sinagoghe ottocentesche ancora in piedi negli Stati Uniti, e la seconda più antica sinagoga nello Stato.

## Società

### Evoluzione demografica
Nei dati rilevati dal censimento dell'anno 2000, si registravano 39.043 persone, 14.630 nuclei familiari e 19.465 famiglie residenti in città. La densità della popolazione era di 708,1 abitanti per Km quadrati. Risultavano esserci 19.372 unità abitative con una densità media di 255,0 per km². La presenza di etnie diverse nell'ambito della città era percentualmente così quantificata: Il 52,24% di afroamericani; il 43,04% di bianchi americani, lo 0,43% di nativi americani, l'1,44% di asiatici, lo 0,08% di isolani del Pacifico, l'1,14% di appartenenti ad altre razze e l'1,64% di sangue misto di due o più razze. I Latini di qualsiasi razza erano solo il 2.69% della popolazione.
C'erano 14.630 nuclei famigliari di cui il 32.1% hanno bambini sotto i 18 anni di età che vivono con loro, il 41.1% erano coppie sposate che vivono insieme, il 20.4% ha un capofamiglia femmina senza marito presente, e il 35.3% non erano famiglie. Il 30.5% di tutti i nuclei familiari erano costituiti da più individui e solo l'11.9% aveva qualcuno che aveva 65 anni o era più anziano. La dimensione media del nucleo familiare era di 2,40 persone e la famiglia media era formata da 3.00 persone.
C'erano 14.630 nuclei famigliari di cui il 32.1% con minorenni a carico, il 41.1% erano coppie sposate, il 20.4% aveva un capofamiglia donna senza marito, e il 35.3% non erano famiglie. Il 30.5% di tutti i nuclei familiari erano costituiti da più individui e solo l'11.9% aveva qualcuno di età maggio re o uguale a 65 anni. La dimensione media del nucleo familiare era di 2,40 persone e la famiglia media era formata da 3.00 persone.
Il reddito medio famigliare nella città era di $ 29.456, ed il reddito medio per una famiglia era di $ 34.844. Gli uomini avevano un reddito medio di $ 26.223 contro i $ 21.850 per le donne. Il reddito pro capite per la città era di $ 16.614. Circa il 15.4% di famiglie e il 19.2% della popolazione erano sotto la soglia di povertà, tra i quali il 26.7% di minori e il 17.5% di ultra sessantacinquenni.

## Legislazione e governo
Goldsboro ha un sistema di governo del tipo con consiglio direttivo. 
Il sindaco è l'ufficiale e l'autorità cerimoniale della città e preside a tutti gli incontri del consiglio della città. Il sindaco e il consiglio della città sono eletti per una durata di quattro anni.

### Appuntamenti federali
Goldsboro si trova nel primo e nel tredicesimo (di più recente creazione) distretto congressuale del Nord Carolina ed è attualmente rappresentata dal democratico G. K. Butterfield e dal repubblicano George Holding.
Goldsboro è rappresentata in Senato dal repubblicano Richard Burr e dalla democratica Kay Hagan.

## Media

### Giornale
Il Goldsboro News-Argus è l'unico quotidiano della città, con una tiratura di circa 21 500 copie

### Televisione
Goldsboro supporta una emittente televisiva. WHFL TV 43 è una stazione a bassa potenza di trasmissione sul canale UHF 43 e si trova anche su due reti locali via cavo. L'emittente fa parte del gruppo FamilyNet e trasmette programmi religiosi, locali e per le famiglie. La zona è inoltre servita da stazioni televisive provenienti dalle aree Raleigh-Durham e Greenville. WNCN-TV televisione affiliata alla NBC, sul canale 17, è concesso in licenza a Goldsboro, ma ha i suoi studi a Raleigh.

## Infrastrutture e trasporti
L'aeroporto civile più vicino è il Goldsboro-Wayne Municipal Airport, ma è usato solo per aviazione generale. Il più vicino aeroporto commerciale pubblico è Kinston Regional Jetport a Kinston a circa 28 miglia ad est di Goldsboro, sebbene la maggior parte dei residenti utilizzano l'aeroporto internazionale Raleigh-Durham per viaggi nazionali e internazionali.
Le principali autostrade che attraversano la città sono US 70 (la principale strada che passa attraverso Goldsboro), US 13, US 117, Highway 111, e Highway 581. la I-795 ora collega Goldsboro alla I-95 a Wilson.
La città ha un sistema di bus noto come Gateway che gestisce quattro linee.

## Ospedali
Wayne Memorial Hospital (Nord Carolina), un complesso ospedaliero situato a Goldsboro, è il secondo più grande datore di lavoro della Contea.
Cherry Hospital è un ospedale psichiatrico aperto nel 1880 come un servizio per il trattamento di malati mentali afroamericani. Un museo che descrive la sua storia è anche parte della città universitaria dell'ospedale.
O'Berry Neuro-Medical Center è un Dipartimento ospedaliero di Salute e Servizi Umani della Carolina del Nord che fornisce servizi riabilitativi per i ritardati mentali e persone con disabilità dello sviluppo.